# 338274 Valancius
338274 Valancius este o planetă minoră (asteroid) din centura de asteroizi. A fost descoperită pe 5 octombrie 2002 la Observatorul Palomar de  și a fost numită după Moteius Valanciius⁠(d). 
Obiectul prezintă o orbită caracterizată de o semiaxă mare de 2,920259256264 UAi, o excentricitate de 0,1012842865343, o înclinație de 8,0419692755564 ° în raport cu ecliptica.